# The Last Tour on Earth
The Last Tour on Earth è un album dal vivo del gruppo musicale statunitense Marilyn Manson, pubblicato il 12 novembre 1999 dalla Nothing Records e dalla Interscope Records.

## Descrizione
Comprende le registrazioni tratte dal Mechanical Animals Tour e dal Rock Is Dead Tour. Il titolo si rifà alla canzone The Last Day on Earth contenuta nell'album precedente, Mechanical Animals, qui proposta in versione acustica. Il disco contiene un inedito registrato in studio, Astonishing Panorama of the Endtimes, che doveva essere inserito nell'album Antichrist Superstar.
Nella versione registrata in studio di The Dope Show, Manson dice che le droghe are made in California (sono fatte in California), ma nella versione live dice are made right here in Cleveland (sono fatte proprio qui a Cleveland), suggerendo che la canzone sia stata registrata proprio a Cleveland.
La versione live di Lunchbox fu registrata a Grand Rapids (Michigan) e quella di I Don't Like the Drugs (But the Drugs Like Me) a Cedar Rapids (Iowa). Mentre The Last Day on Earth fu registrata a Las Vegas durante il Mechanical Animals Tour e Get Your Gunn durante il Rock Is Dead Tour.

## Tracce
1. Inauguration of the Mechanical Christ – 2:45
2. The Reflecting God – 5:32
3. Great Big White World – 5:21
4. Get Your Gunn – 3:37
5. Sweet Dreams / Hell Outro – 5:36
6. Rock Is Dead – 3:20
7. The Dope Show – 3:56
8. Lunchbox – 8:35
9. I Don't Like the Drugs (But the Drugs Like Me) – 7:31
10. Antichrist Superstar – 5:15
11. The Beautiful People – 4:30
12. Irresponsible Hate Anthem – 4:40
13. The Last Day on Earth – 4:26
14. Astonishing Panorama of the Endtimes – 3:59

### Edizione limitata
L'edizione per il mercato inglese a tiratura limitata consta anche di un secondo CD, comprendente quattro ulteriori tracce.
1. Coma White – 5:41
2. Get My Rocks Off – 3:05
3. Coma White (Acoustic Version) – 5:33
4. A Rose and a Baby Ruth – 2:17

## Formazione
- Marilyn Manson - voce
- John 5 - chitarra
- Twiggy Ramirez - basso
- M.W. Gacy - tastiera, sintetizzatore
- Ginger Fish - batteria

## Classifiche
| Classifica (1999) | Posizione massima |
| ----------------- | ----------------- |
| Australia         | 50                |
| Francia           | 62                |
| Germania          | 46                |
| Nuova Zelanda     | 38                |
| Regno Unito       | 61                |
| Stati Uniti       | 82                |
| Svezia            | 59                |